# Veldoven

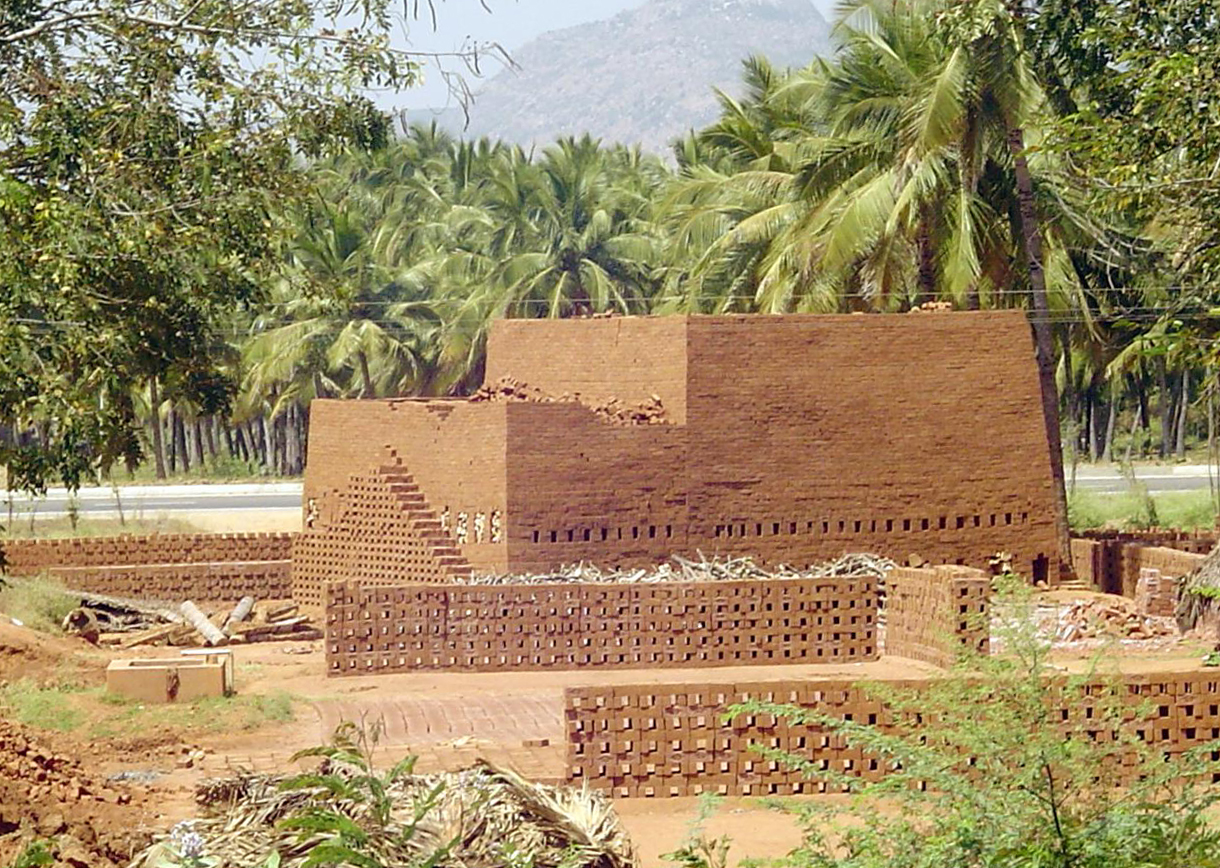
Een veldoven in India

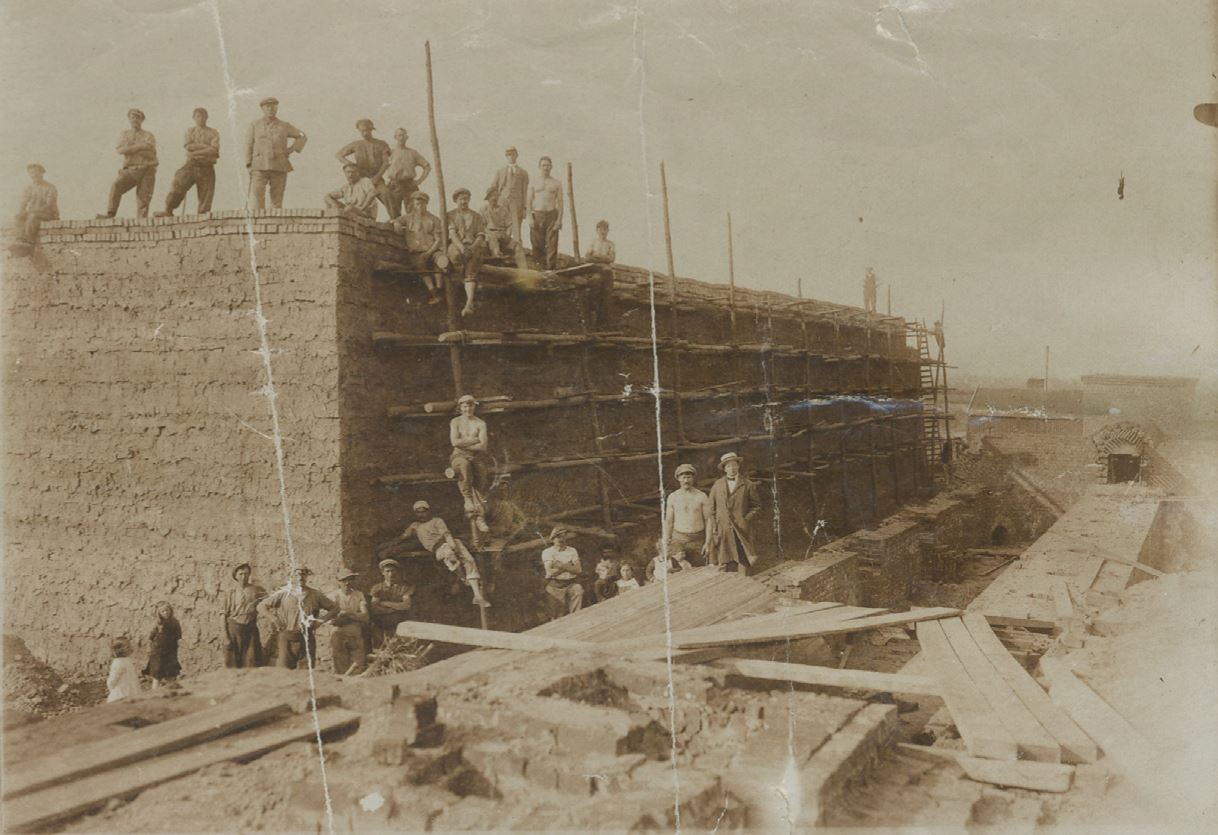
Veldoven van Joseph Dumoulin in Langemark in 1922

Een veldoven of veldbrandoven is een zodanig gestapelde massa gedroogde stenen dat deze een oven vormt waarin de stenen worden gebakken tot baksteen (veldbrandsteen). Omdat de oven telkens opnieuw moet worden opgebouwd wordt dit een 'periodieke oven' genoemd. In Europa waren veldbrandovens vanaf de middeleeuwen tot in de 20e eeuw in gebruik. Vanaf eind 19e eeuw werd de periodieke oven meer en meer vervangen door continuovens zoals de ringoven, en vanaf het midden van de 20e eeuw de tunneloven.

## Klei
Gedolven klei van voor steenbakken geschikte kwaliteit werd na met de hand te zijn gekneed en gereinigd gevormd in een vormraam (bodemloos) of in een vormbak (met bodem). De natte stenen werden vervolgens aan de buitenlucht gedroogd. Zodra ze stevig genoeg waren werden ze op de smalle kant gezet, het zogenoemde rechten. Hard geworden stenen stapelde men in lange open rijen van zo'n twintig lagen hoog. Bij regen werden de rijen gedroogde stenen afgedekt. Als de stenen voldoende gedroogd waren kon het bakken in een oven beginnen.

## Bakken
Een veldoven is een groot rechthoekig bouwwerk van dikke muren. Hierin werden de bakstenen in rijen, de zogenaamde stapelgangen, opgestapeld. Tussen de langszijden liepen de stookgangen. In de lange muren zaten aan de onderzijde openingen waardoor het stookvuur gevoed kon worden. De korte zijde van de oven was om de oven te vullen of te legen.  Het bakproces van stapelen in de oven, stoken, afkoelen en leeghalen van een partij van ca. 50.000 stenen duurde ongeveer drie tot vier weken. In de wintermaanden kon niet worden gewerkt. Een droog seizoen maakte het mogelijk dat van april tot november ongeveer vijf ovenladingen gebakken werden, bij slecht weer was dat minder.

## Voorkomen
Periodiek in veldbrand gestookte ovens zijn over vrijwel de gehele wereld bekend. In Europa werden ze uiteindelijk vrijwel geheel vervangen door latere oventypes, vooral omdat het vullen en uithalen van de bakstenen erg arbeidsintensief is en er in tegenstelling tot latere ovens niet doorlopend bakstenen konden worden gebakken. Ook duurde het bakproces erg lang en was het brandstofgebruik relatief hoog. In Azië en Afrika komt het in veldbrand stoken nog algemeen voor.